# 留萌大和田インターチェンジ
留萌大和田インターチェンジ（るもいおおわだインターチェンジ）は、北海道留萌市大和田にある深川留萌自動車道のインターチェンジである。
深川方面出入口のみのハーフICである。
供用前の仮称は「大和田」であった。

## 歴史
- 2013年（平成25年）3月16日：留萌幌糠IC - 留萌大和田IC間（幌糠留萌道路）が開通[2][3]。
- 2020年（令和2年）3月28日：留萌大和田IC - 留萌IC間（幌糠留萌道路）が開通[4]。

## 周辺
- 留萌川

## 接続する道路
- 直接接続
  - 国道233号

## 隣
E62 深川留萌自動車道（幌糠留萌道路）
(5) 留萌幌糠IC - (6) 留萌大和田IC - (7) 留萌IC